# Gyrodactylus perforatus
Gyrodactylus perforatus är en plattmaskart. Gyrodactylus perforatus ingår i släktet Gyrodactylus och familjen Gyrodactylidae. Inga underarter finns listade i Catalogue of Life.